# 名瀬市
名瀬市（なぜし）は、鹿児島県南部、奄美群島最大の島である奄美大島に所在した市。
県内離島自治体中最大の人口規模を有し、名瀬合同庁舎や大島支庁などの行政機関、文化施設や商業施設、物流等が集中する、奄美地方の中核都市であった。2006年3月20日、笠利町・住用村と合併し、奄美市となった。

## 概要
「名瀬」という地名の由来は諸説あり、魚瀬（ナゼ）、空地（ナージ）、大島の中地（ナージ）などの説があるが定説はない。「なぜ」が正しい読みであるが、地元では濁らず「なせ」(高低アクセントは「せ」が高い)と発音される場合も多い。
2006年の市町村合併によって、旧名瀬市内の全域が奄美市の地域自治区である「名瀬」となり、住所表記は「名瀬市○○(町)」から町名に地域自治区名を冠した「奄美市名瀬○○(町)」という表記に変更されていた。但し、地域自治区の設置期限は2016年（平成28年）3月31日までとなっており、それ以降の住所表記は地域自治区名を除いた「奄美市○○(町)」となっている。

## 地理
奄美大島の中部に位置し、東は大島郡龍郷町、西は大島郡大和村、住用村に接し、北は東シナ海、南は太平洋に面する。中央部は山林・原野で覆われた高原となっている。鹿児島港から西南海上383キロ。
市街地の密集度は鹿児島市に次いで高く、地価公示価格（商業地・住宅地）も鹿児島市に次いで高かった。本土並みの商業・公共施設が揃い、アーケード街等も充実している。屋仁川通りを中心とした飲食店街があり、経済圏は奄美群島全域に及ぶ、鹿児島県有数の都市であった。

## 歴史
657年（斉明天皇3年）『日本書紀』の条に「海見（あまみ）島」と見えるのが初見。古代には遣唐使南路の中継地として古代国家と接触があったが、郡郷は設置されなかった。やがて忘れられ、中世には按司（あじ）が発生、15世紀に琉球王国の支配下に入る。1609年薩摩藩の琉球征服により、1611年薩摩藩の直轄地となった。

### 近現代
- 1908年（明治41年）4月1日 - 島嶼町村制施行により、名瀬間切名瀬方及び古見間切古見方の区域を以て大島郡名瀬村が発足。
- 1922年（大正11年）10月1日 - 一部（仲勝・有屋・浦上・大熊・朝仁・小宿・知名瀬・根頼部・有良・蘆花部・小湊・名瀬勝・伊津部勝・朝戸・西仲勝）が三方村として分立すると同時に町制施行。名瀬町となる。
- 1946年（昭和21年）2月28日 - 2・2宣言により日本から行政分離され、米国海軍政下の大島支庁が管轄。
- 1946年（昭和21年）7月1日 - 名瀬町を名瀬市に改称。市に改称したものの、市制ではなく町村制を適用していた[3]。
- 1946年（昭和21年）10月3日 - 臨時北部南西諸島政庁が管轄。
- 1953年（昭和28年）12月25日 - 日本復帰。地方自治法が適用され、正式に地方自治法上の市となる[3]。
- 1955年（昭和30年）
  - 2月1日 - 三方村を編入。
  - 12月3日 - 入船町から出火。市街地に延焼し、市の1/3にあたる1413戸が全焼[4]。
- 2006年（平成18年）3月20日 - 大島郡笠利町・住用村と合併し、奄美市が発足。同日名瀬市廃止。

## 行政
- 市長：平田隆義（廃止時）

### 歴代市長
特記なき場合『日本の歴代市長 : 市制施行百年の歩み』などによる。
米軍統治下
| 代 | 氏名     | 就任                      | 退任                      | 備考       |
| -- | -------- | ------------------------- | ------------------------- | ---------- |
| 1  | 加世田隆 | 1946年（昭和21年）7月1日  | 1952年（昭和27年）9月15日 | 旧名瀬町長 |
| 2  | 泉芳朗   | 1952年（昭和27年）9月16日 | 1953年（昭和28年）        | 本土復帰   |

公選
| 代 | 氏名     | 就任                      | 退任                      | 備考 |
| -- | -------- | ------------------------- | ------------------------- | ---- |
| 1  | 泉芳朗   | 1953年（昭和28年）        | 1954年（昭和29年）1月8日  |      |
| 2  | 牧義森   | 1954年（昭和29年）2月2日  | 1958年（昭和33年）2月1日  |      |
| 3  | 大津鉄治 | 1958年（昭和33年）2月02日 | 1986年（昭和61年）2月19日 |      |
| 4  | 豊永光   | 1986年（昭和61年）2月20日 | 1990年（平成2年）2月19日  |      |
| 5  | 成田広男 | 1990年（平成2年）2月20日  | 1994年（平成6年）         | 辞職 |
| 6  | 平田隆義 | 1994年（平成6年）11月20日 | 2006年（平成18年）3月19日 | 廃止 |

## 姉妹都市
- ナカドゥチェス（アメリカ合衆国テキサス州）

## 教育

### 学校

#### 小学校
- 名瀬市立朝日小学校（朝日町）
- 名瀬市立大川小学校（大字西仲勝[6]）
- 名瀬市立奄美小学校（久里町）
- 名瀬市立伊津部小学校（小浜町）
- 名瀬市立小湊小学校（大字小湊）
- 名瀬市立小宿小学校（大字小宿）
- 名瀬市立知根小学校（大字根瀬部）
- 名瀬市立名瀬小学校（永田町）

#### 中学校
- 名瀬市立朝日中学校（朝日町）
- 名瀬市立大川中学校（大字西仲勝[6]）
- 名瀬市立金久中学校（塩浜町）
- 名瀬市立芦花部中学校（大字芦花部）
- 名瀬市立小宿中学校（大字小宿）
- 名瀬市立崎原中学校（大字崎原）
- 名瀬市立名瀬中学校（真名津町）

#### 高等学校
- 鹿児島県立奄美高等学校（名瀬市古田町）
- 鹿児島県立大島高等学校（安勝町）
- 鹿児島県立大島工業高等学校（大字浦上）（2012年閉校）

### その他
- 奄美看護福祉専門学校（大字小湊）
- 奄美情報処理専門学校（小俣）

## 工芸品
- 大島紬

## 交通

### 航路
名瀬市廃止時点には下記があった。
- 東京航路：東京有明埠頭 - 志布志港 - 名瀬新港 - 那覇新港（廃止）
- 阪神航路：神戸六甲アイランド - 大阪南港 - 名瀬新港 - 亀徳港 - 和泊港 - 与論港 - 那覇新港（廃止）
- 鹿児島航路：鹿児島新港 - 名瀬港 - 亀徳港 - 和泊港 - 与論港 - 本部港 - 那覇港
- 喜界航路：鹿児島本港北埠頭 - 喜界島湾港 - 古仁屋港 - 平土野港 - 知名港
- 十島航路：鹿児島本港南埠頭 - 口之島 - 中之島 - 平島 - 諏訪之瀬島 - 悪石島 - 小宝島 - 宝島 - 名瀬新港

### 一般国道
- 国道58号

### 主要地方道
- 鹿児島県道79号名瀬瀬戸内線
- 鹿児島県道81号名瀬竜郷線

## 報道・通信

### 新聞
- 南海日日新聞（長浜町10-3）
- 大島新聞（現奄美新聞）（小浜町21-4）
- 南日本新聞大島支社（塩浜町5-2-1）
- 共同通信奄美大島通信部（幸町17-2）
- 朝日新聞名瀬通信局（小浜町20-6）
- 毎日新聞名瀬通信部（小浜町19-3）
- 読売新聞鹿児島支局名瀬通信部（長浜町2-8-203）
- 西日本新聞名瀬通信部（平松町546）
- 鹿児島建設新聞大島支局（柳町12-16-205）

### 地上波放送
- NHK鹿児島放送局（名瀬総合3ch・名瀬教育4ch）名瀬報道局（幸町4-15）
- MBC南日本放送（名瀬1ch）名瀬支局（長浜町25-19）
- KTS鹿児島テレビ放送（名瀬8ch）奄美支局（長浜町28-17）
- KKB鹿児島放送（名瀬26ch）名瀬支局（久里町1-9）
- KYT鹿児島讀賣テレビ（名瀬24ch）
- NHKラジオ第一（792kHz・81.3MHz）
- NHKラジオ第二 (1602kHz)
- MBCラジオ (1449kHz)
- NHK-FM (82.2MHz)

### ケーブルテレビ放送
- 奄美テレビ放送

### 電話
市外局番：0997
- NTTグループ
  - 西日本電信電話
  - DoCoMo
- KDDI
  - au
- ソフトバンクグループ
  - SoftBank
  - ワイモバイル

### インターネット
- Bフレッツ
- フレッツADSL
- フレッツISDN

## 名所・旧跡・観光スポット・祭事・催事
- 大浜海浜公園（日本の渚百選）
- 奄美海洋展示館
- 金作原原生林
- 本場奄美大島紬泥染公園
- おがみ山公園
- 奄美博物館
- 奄美観光ハブセンター
- 田中一村住居跡

### 催事
- 奄美まつり（3月）

## 名瀬市出身の有名人
- 徳田毅（衆議院議員）
- きだみのる（小説家、翻訳者）
- 古勝敦（映画監督）
- 久保陽子（ヴァイオリニスト）
- 築秋雄（シンガーソングライター）
- 平田輝（シンガーソングライター）
- 中孝介（歌手、唄者）
- 我那覇美奈（歌手）
- 城南海（歌手）
- 西平せれな（杜氏、シンガーソングライター、パーカッショニスト）
- 貴咲美里（俳優）
- 一三（俳優、タレント）
- 村田好夫（アナウンサー、司会者）
- 里綾実（元女子プロ野球選手、野球指導者）